# If I Don’t Have You
«If I Don’t Have You» — песня американской соул-певицы Тэймар Брэкстон, вышедшая 27 мая 2015 года с четвёртого студийного альбома Calling All Lovers. Авторами песни выступили Тэймар Брэкстон, Kevin Randolph, Tony Russell, Makeba Riddick-Woods, Ernest Clark, Marcos Palacios, LaShawn Daniels, Tiyon «TC» Mack.
Песня получила положительные отзывы и была номинирована на премию «Грэмми-2016» в категории Лучшее R&B исполнение
.
Песня достигла позиции № 6 в чарте Billboard Adult R&B Songs и позиции № 19 в чарте Hot R&B/Hip-Hop Airplay с 15 августа 2015 года.
Музыкальное видео вышло 9 июля 2015 на официальном аккаунте певицы на VEVO. Режиссёром был Darren Craig. В этом видеоклипе в образе ночного гарлема 1930-х годов вместе с Tamar Braxton снимались её подруги (NeNe Leakes, Shateria Moragne, Malikah Haqq и Khadijah Haqq) и её собственная мать.

## Чарты

### Еженедельные чарты
| Чарт (2015)                    | Высшая позиция |
| ------------------------------ | -------------- |
| US Hot R&B/Hip-Hop Airplay     | 19             |
| US Adult R&B Songs (Billboard) | 6              |